# Zagor (fumetto)
Zagor è una serie a fumetti edita in Italia da Sergio Bonelli Editore e incentrata sull'omonimo personaggio creato nel 1961 da Guido Nolitta.
La serie inizialmente era pubblicata in formato a strisce per poi passare nel 1965 sulla collana contenitore Zenith Gigante nel classico formato bonellide, sulla quale ha doppiato il traguardo dei settecento numeri, venendo più volte ristampata.
Zagor è stato definito da Bonelli stesso un eastern, in quanto incorpora alcuni elementi del genere western (a cui si aggiungono elementi di fantascienza e soprannaturali), ma a differenza del tipico western, è ambientato nel nordest degli Stati Uniti d'America, nel periodo della colonizzazione di tale area geografica.

## Storia editoriale
La prima edizione delle storie di Zagor venne pubblicata dal 1961 al 1970 nella Collana Lampo, edita dalle Edizioni Araldo nel formato a strisce e suddivisa in quattro serie per un totale di 239 albi; le rese delle prime due serie vennero poi raccolte in 35 volumi. In appendice venivano pubblicati, oltre alle rubriche "Aneddoti" e "Frasi Celebri", anche storie a fumetti di altri personaggi dell'editore come Cobra, Vita dura per gli sceriffi, 5000 dollari di taglia, L'oro di Uncle Bill (Giubba Rossa), La foresta in fiamme (Giubba Rossa), L'ultimo Incas, La grande caccia o racconti a puntate in forma narrativa scritti da Valerio Bortolazzi in cui Zagor non è presente. Tra gli autori delle sceneggiature, dopo Nolitta si ebbero fra gli altri Marcello Toninelli e Moreno Burattini mentre per i disegni, dopo Gallieno Ferri, esordirono artisti come Franco Bignotti e Franco Donatelli.
Le storie furono poi ristampate dal 1965 all'interno della collana Zenith Gigante esordendo sul n. 52 e per questo negli albi esiste una doppia numerazione: la prima relativa alla collana Zenith, presente sulla costina, e la seconda relativa alla serie Zagor presente all'interno e sfasata appunto di 51 numeri; fino al n. 119 del febbraio 1971 furono ristampati prevalentemente episodi delle quattro serie della Collana Lampo, a eccezione di alcuni episodi inediti intercalati tra le varie storie già edite; le storie inedite incominciarono a essere presenti in forma definitiva da pagina 77 del n. 119.
Alla spalla del protagonista, Cico, dal 1979 al 1983 vennero dedicati cinque albi fuori serie disegnati da Gallieno Ferri dove era protagonista e Zagor comprimario; nel 1990, all'interno di una collana annuale, la serie ha ripreso le pubblicazioni fino al 2007 per altri 22 albi sempre disegnati da Francesco Gamba.
Da maggio a luglio 2018 è stata pubblicata una miniserie nel classico formato a strisce, Collana Darkwood, scritta da Moreno Burattini. Una seconda miniserie, ma nel formato bonellide e interamente a colori, è stata pubblicata da maggio 2019, Zagor: le origini, sempre scritta da Burattini il quale ricostruisce la gioventù del personaggio basandosi sulla storia Zagor racconta..., scritta da Nolitta e pubblicata negli albi 106 e 107.
Nel 2019 esce una seconda miniserie a strisce (Collana Scure). L'anno successivo una seconda miniserie di sei volumi, negli stessi formato e foliazione di Le origini, intitolata Darkwood novels, che indaga il lato più umano del protagonista. Nel luglio 2024 esce una terza miniserie a strisce, stavolta di otto albetti, denominata Collana Aquila.

## Team-up
Zagor condivide lo stesso universo narrativo con altri personaggi bonelliani: Mister No, Martin Mystère, Dylan Dog, Nathan Never, Tex Willer e Legs Weaver, pur non incontrandoli mai per ovvi motivi di ambientazione temporale, a parte Tex che ha incontrato in una storia ambientata circa vent'anni dopo l'arco temporale standard della serie. In diverse storie Zagor si trova a collaborare con gli agenti (tra cui Edgar Allan Poe) di Altrove, base segreta statunitense creata nel 1776 da Benjamin Franklin e Thomas Jefferson per studiare e contenere i fenomeni paranormali che possano mettere in pericolo la sicurezza nazionale. Zagor visiterà diverse installazioni risalenti all'epoca dello scontro tra le due civiltà di Atlantide e di Mu (altro punto di unione tra le sue storie e quelle di Martin Mystère) e in una storia rischierà la vita a causa di alcune armi chimiche originarie di Mu la cui origine e scopo verranno rivelati in una storia di Mystère. Lo stesso Mystère incontrerà nelle sue storie informazioni su un certo "Za-Te-Nay", dotato di una scure che colpisce sempre il bersaglio e che indossa un costume con raffigurato sul petto un volatile stilizzato; tuttavia, come precisato sia da Alfredo Castelli che da Sergio Bonelli, lo "Za-Te-Nay" di cui si parla non è Zagor. A luglio 2015 l'universo di Dragonero e quello di Zagor si incontrano e i due personaggi si alleano per combattere. Nel 2016, per omaggiare i trent'anni di vita editoriale di Dylan Dog, in un albo che, per una fortunata coincidenza, è il n. 666 della collana Zenith, Zagor incontra Xabaras, nemico storico di Dylan. Nel "Color Zagor" n. 8 (La minaccia dei Morb) del dicembre 2018 avviene il team-up con Brad Barron. Nel dicembre 2021, nel terzo "Speciale Tex Willer", avviene l'attesissimo incontro fra uno Zagor di mezza età e un giovane Tex, bissato nel dicembre 2024 nel settimo "Speciale Tex Willer". In La Scure e il Fulmine, del marzo 2022,  avviene l'incontro tra Zagor e Flash.

## Ristampe
Una prima ristampa della collana Zenith Gigante dal n. 52 in poi (quindi limitata al solo Zagor e soprannominata dai collezionisti "scritta rossa" in quanto presentava sulla costina la scritta "Zagor" in rosso) esordì nel 1970 e terminò dopo 161 numeri nel 1983; seguì la collana TuttoZagor, nuova ristampa edita dal 1986 al 1998 dei primi 235 numeri. Entrambe le collane riportavano la numerazione relativa alla serie di storie di Zagor e non a quella Zenith. Nel 2012 ha esordito una terza ristampa nella collana Zagor - Collezione storica a colori, edita dal Gruppo Espresso. A marzo 2019 esordisce una terza serie mensile, Classic Zagor, che ristampa cronologicamente, in albi a colori ma con una minore foliazione, la serie originale.

## Copertine
Tutte le copertine di tutte le collane sono state disegnate da Gallieno Ferri fino a qualche tempo prima della sua scomparsa. Dal n. 666, le copertine della serie mensile e dei vari albi fuori serie sono disegnate da Alessandro Piccinelli. Le copertine di alcune miniserie sono state disegnate da altri disegnatori: "Collana Darkwood" ha le copertine firmate da Gianni Sedioli e Marco Verni; "Collana scure" da Raffaele Della Monica; "Zagor: le origini" e "Darkwood novels" da Michele Rubini; "Cico a spasso nel tempo" da Walter Venturi.

## Merchandising
Fra il 1977 e il 1978 la Daim Press e la Interpress Italia s.r.l. di Milano realizzarono i trasferelli chiamati "Calcarelli"; la serie è composta da quattro album conosciuti con i titoli Battaglia a Darkwood (1977), Zagor contro Titan (1978), Zagor contro il Vampiro (1978) e Zagor e Cico (1978). Nel 1978 la casa editrice Solaris pubblica "Le figurine di Zagor", album di figurine ufficiale; nel 2016 la Panini pubblica "Zagor - Lo Spirito con la Scure", album di figurine ufficiale.